# Ocesobates boedvarssoni
Ocesobates boedvarssoni är en kvalsterart som först beskrevs av Sellnick 1974.  Ocesobates boedvarssoni ingår i släktet Ocesobates och familjen Chamobatidae. Inga underarter finns listade i Catalogue of Life.